# Tijdserver
Een tijdserver (of time server in het Engels) is een server die de tijd van een aan hem toegewezen klok leest en deze informatie doorstuurt naar andere computers die het hetzelfde netwerk gebruiken. Voor de onderlinge communicatie gebruikt de tijdserver het Network Time Protocol (NTP-protocol) om hun interne klok kunnen synchroniseren met andere computers.
Een veelgebruikte publieke tijdserver op het internet is die van het National Institute of Standards and Technology (NIST). Met behulp van een DCF77- of gps-ontvanger is het mogelijk om een nauwkeurige tijdserver op te zetten die gebruikt kan worden in netwerken die niet met het internet verbonden zijn.